# Alexandru Macedon (film din 1956)

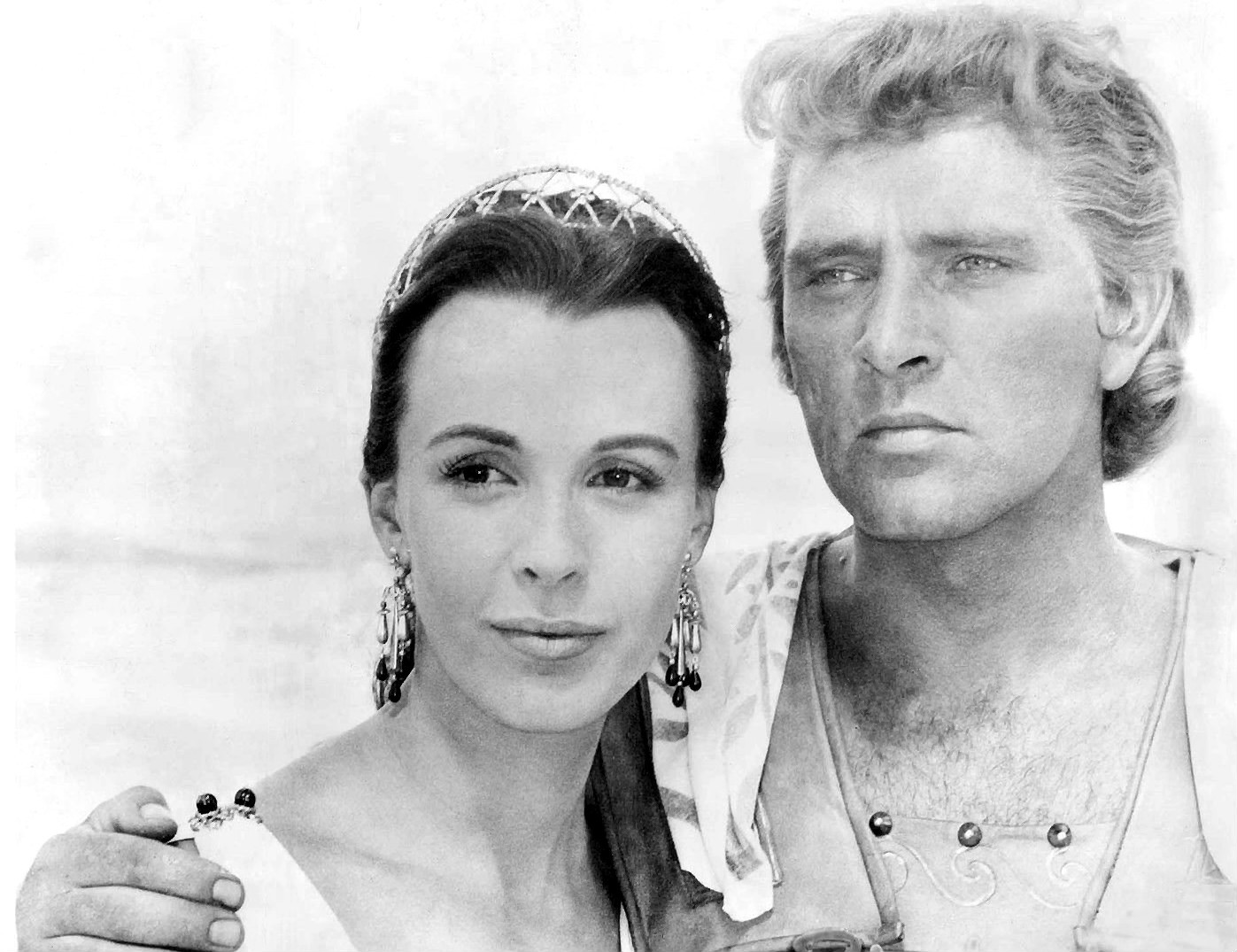
Claire Bloom și Richard Burton

Alexandru Macedon (titlu original: Alexander the Great) este un film americano-spaniol epic din 1956 scris, produs și regizat de Robert Rossen. Filmul prezintă viața lui Alexandru cel Mare, regele macedonean care a cucerit toate triburile antice grecești și a condus armata macedoneană împotriva vastului imperiu persan. Alexandru a cucerit cea mai mare parte a lumii cunoscute de atunci și a creat un imperiu grecesc care se întindea de la Balcani până în India. Rolurile principale au fost interpretate de actorii Richard Burton ca Alexandru, Fredric March ca Filip al Macedoniei, Claire Bloom ca Barsine și Danielle Darrieux ca Olympias.

## Prezentare
Politicianul și oratorul grec, Demostene din Atena se pregătește pentru război pentru a rezista regelui Filip al II-lea al Macedoniei care a planificat invazia și preluarea tuturor statelor-oraș și a regatelor din Grecia.
În timp ce Filip al II-lea conduce o campanie de cucerire a orașului Olynthus, este informat că soția sa Olympias i-a născut un fiu care, susține ea, "este un zeu." Filip este supărat deoarece o suspectează pe Olympias de adulter și că ea nu a fost lăsată grea de un zeu; totuși, generalul Parmenio îl sfătuiește pe rege să-l lase pe Alexandru să crească și să-l succeadă la domnie.

## Distribuție
- Richard Burton - Alexandru cel Mare
- Fredric March - Filip al II-lea
- Claire Bloom - Barsine
- Danielle Darrieux - Olympias
- Barry Jones - Aristotel
- Harry Andrews - Darius
- Stanley Baker - Attalus
- Niall MacGinnis - Parmenion
- Peter Cushing - Memnon
- Michael Hordern - Demostene
- Marisa de Leza - Eurydice
- Gustavo Rojo - Cleitus the Black
- Rubén Rojo - Philotas
- Peter Wyngarde - Pausanias
- Helmut Dantine - Nectenabus
- William Squire - Aeschenes
- Friedrich von Ledebur - Antipater
- Virgilio Teixeira - Ptolemeu
- Teresa del Río - Roxana
- Julio Peña - Arsites
- José Nieto - Spithridates
- Carlos Baena - Nearchus
- Larry Taylor - Perdiccas
- José Marco - Harpalus
- Ricardo Valle - Hephaestion
- Carmen Carulla - Stateira a II-a
- Jesús Luque - Aristander
- Ramsay Ames - femeie beată
- Ellen Rossen - Amytis
- Carlos Acevedo - Ochus

## Producție
Charlton Heston a fost căutat pentru a interpreta rolul titular, dar a refuzat declarând că "Alexandru este cel mai simplu tip de film care să facă rău". Decizia de distribuire a lui Richard Burton a fost mai târziu criticată, deoarece el părea prea bătrân pentru acest film, în ciuda faptului că avea doar 29 de ani. Alexandru, care a domnit de la vârsta de 20 de ani până la moartea lui la vârsta de 32 de ani, trebuia să fie un adolescent în prima oră a filmului.

## Primire
A avut încasări de  2,5 milioane $ în Statele Unite.
Filmul are un rating 'rotten' pe Rotten Tomatoes de 0% derivat din șapte evaluări cu o medie 3.7 din 10.